# 런어웨이 (1984년 영화)
《런어웨이》(영어: Runaway)는 미국에서 제작된 마이클 크라이턴 감독의 1984년 SF 액션 영화이다. 톰 셀릭 등이 출연하였다.

## 출연
- 톰 셀릭
- 신시아 로즈
- 진 시먼스
- 커스티 앨리
- 스탠 쇼
- G.W. 베일리
- 조이 크레이머
- 크리스 멀키
- 앤마리 마틴
- 마이클 폴 챈

## 기타 제작진
- 배역: 마이크 펜턴, 제인 파인버그, 주디 테일러
- 미술: 더글러스 히긴스